# Chase Game
Chase Game est un jeu vidéo de poursuite créé en 1967 par Ralph Baer et Bob Tremblay, se jouant sur un écran de télévision grâce au tout premier prototype de console de jeux vidéo, la TV Game #1. C'est par ailleurs le premier jeu à être conçu sur ce système et, de ce fait, le premier véritable jeu vidéo pouvant être joué sur un écran de télévision, sans l'aide d'un ordinateur spécialisé.

## Système de jeu
Le jeu se joue uniquement à deux joueurs, sur une console primitive reliée à un écran de télévision. Ceux-ci contrôlent, à l'aide de manettes rudimentaires, deux carrés se déplaçant librement sur un écran unique, sur les axes horizontaux et verticaux. Le jeu est donc en deux dimensions. Le but de chaque joueur est de pourchasser l’autre. Les carrés peuvent se cacher au–delà des côtés de l’écran. Le jeu prend fin quand l’un des joueurs rattrape l’autre. Il n'y a pas de musique ou de sons quelconques. 

## Développement

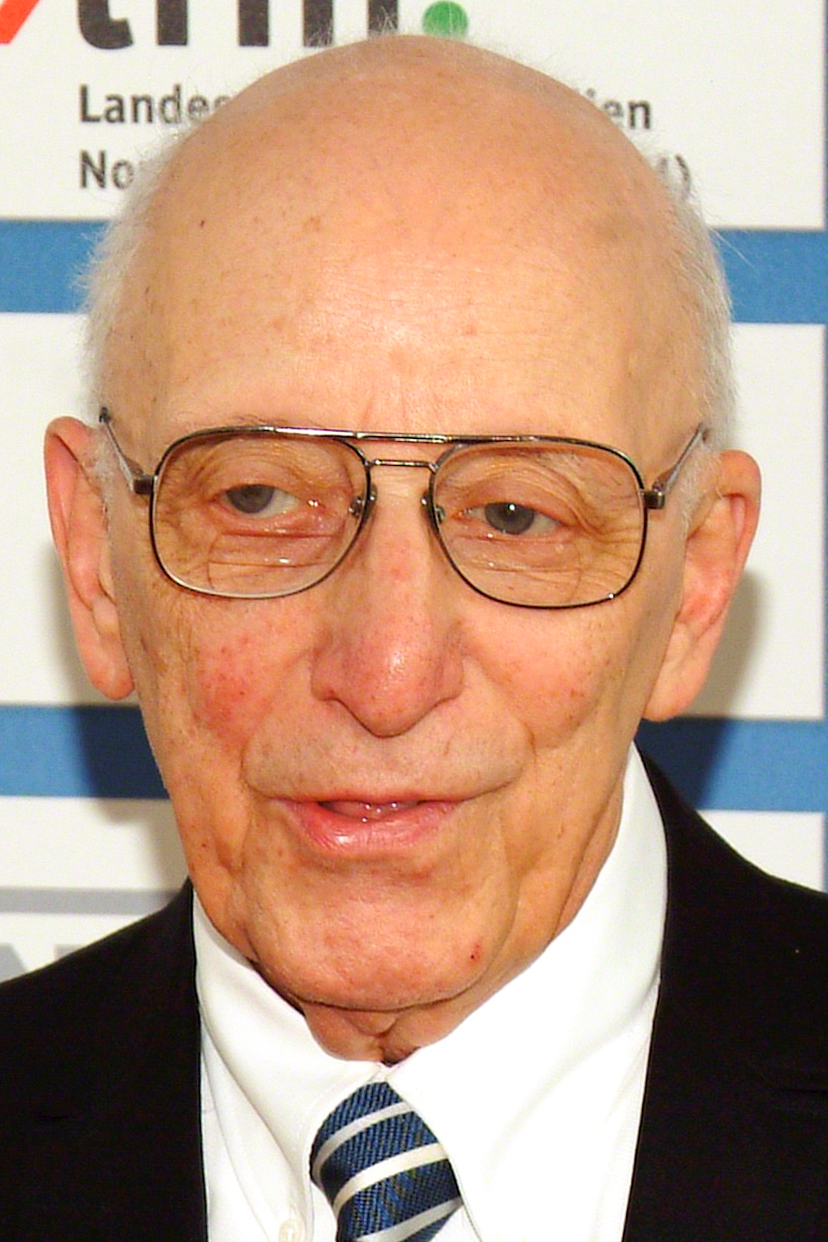
Ralph Baer, le créateur de Chase Game.

### Genèse
Chase Game fut développé en majorité par Ralph H. Baer, lors de son travail chez Sanders Associates, une compagnie de défense militaire œuvrant dans l'électronique, entre 1966 et 1967. L’idée de créer un jeu  pouvant être joué sur une télévision lui était venue plusieurs années auparavant. En effet, Baer avait rapidement constaté l'envergure des capacités d'affichage d'une télévision, et trouvait dommage de ne pouvoir regarder que certaines chaînes et de ne pouvoir rien faire d'autre.Cependant, Baer travaillait alors chez Loral, une petite compagnie d’électronique qui n’était pas intéressée par le concept. Vers l’automne 1966, Baer est maintenant chef de division d’ingénierie chez Sanders Associates. Un après-midi, alors qu'il attend l'autobus, l'ingénieur en chef a ce qu'il décrit comme un moment "eurêka", et griffonne sur quelques feuilles plusieurs brouillons d'une console pouvant se brancher sur une télévision, ainsi que quelques concepts de jeux. Le lendemain, Baer rencontre un des ingénieurs de sa division et, ensemble, ils rédigent un document de quatre pages listant ses idées, établissant de ce fait la postérité légale de son invention. Baer est d'abord incertain de son objectif, mais sa pensée se concrétise rapidement.   

« [Ralph Baer]: [...] Si vous lisez le premier paragraphe [du document], vous pouvez voir à quel point j'étais en conflit [avec la nature militaire de Sanders Associates], parce que j'ai d'abord commencé par décrire [son idée] comme un "système d'affichage" ou une espèce de mot semi-militaire. À la fin du paragraphe, j'avais déjà dit "au diable". Et j'ai dit "appelons le système 'LP' pour 'Let's Play' (jouons). »

— Ralph Baer, entrevue avec Gamasutra.
Quelque temps plus tard, il dessine le schéma de ce qui deviendra plus tard Chase Game : deux carrés pouvant être bougés par des joueurs.

### Concrétisation
Afin de mettre son idée en œuvre, Baer doit d’abord posséder deux choses : un moyen d’afficher des formes dynamiquement sur un écran de télévision et un moyen de contrôler ces formes.

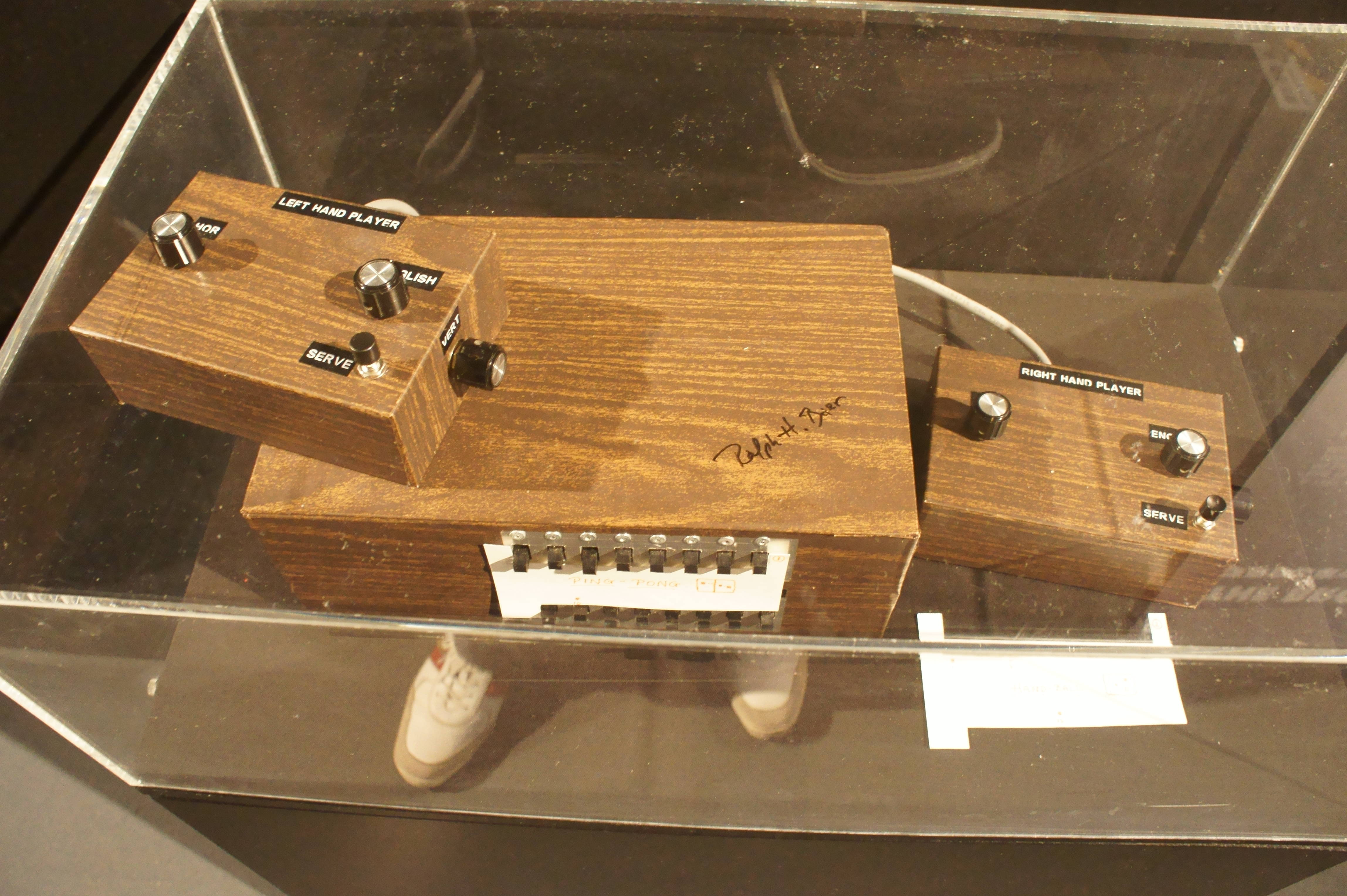
Une des itérations de la TV Game Unit, ou Brown Box, avec deux manettes.

Il demande donc à Bob Tremblay, un ingénieur de sa division, de lui fabriquer une machine servant à afficher une forme rectangulaire sur un écran de télévision. Tremblay procède à l’aide d’un Heathkit IG-62 (un dispositif servant à l’affichage de couleurs et de points), et en février 1967, achève un prototype capable d’afficher un rectangle et de le déplacer. Pour le faire bouger, Tremblay et Baer prennent un instrument qui permet de contrôler la position horizontale et verticale du carré à l’écran. La machine est également capable d'afficher des rectangles de toutes dimensions et des lignes verticales et horizontales (en amincissant et étirant au maximum un rectangle). Quant à l'instrument de contrôle utilisé, il s'agit en fait de l'ancêtre de la manette moderne du jeu vidéo. Cependant, Baer et Tremblay n'en sont pas les inventeurs : ces "manettes" rudimentaires étaient déjà présentes dans l’industrie de l’aéronautique, et servaient à déplacer un point sur un écran à affichage vectoriel. Les deux ingénieurs n'en ont donc que modifié l'utilisation.   

### Réalisation et continuation
Finalement, Baer achève Chase Game au début 1967. Deux joueurs peuvent maintenant contrôler deux rectangles, se cacher au-delà des limites de l'écran et, quand l'un réussit à rattraper l'autre, le premier gagne la partie. Mais Chase Game n'est pas sa seule réalisation : Baer et sa division ont, par le fait même, aussi inventé la première console de jeux vidéo (qu'ils baptisent la TV Game Unit #1), ainsi que la première manette de jeux vidéo.  
Il présente le tout à Henry Campman, un des dirigeants de Sanders Associates, qui, malgré la nature d'abord militaire de la compagnie, dit voir le potentiel du concept, mais demande à Baer de « faire des choses plus intéressantes que ça ». Il accorde, bien qu'avec une certaine réticence, un budget plutôt maigre de 2 000 dollars au projet et Baer commence donc, à l'aide de quelques ingénieurs de sa division, dont Bill Harrison et Bill Rusch, à travailler sur plusieurs jeux. Ensemble, ils développent plusieurs jeux simples, dont des jeux de poursuite, des jeux de tirs et de sports.

### Postérité deChase Game
Contrairement à certains dires, Chase Game est véritablement le premier jeu créé par Baer. En effet, un des jeux les plus populaires des prototypes de console créés par Baer fut le jeu de "pompe", joué grâce à un prototype surnommé "Pump Unit", où les joueurs devaient actionner un dispositif semblable à une pompe pour jouer.
« [Gamasutra]: Quel fut le premier jeu que vous avez créé? Était-ce le jeu de "pompe" ?
[Ralph Baer]: Non, la première chose fut d'être capable d'afficher un carré. Quand nous avons eu le carré et que nous savions comment le déplacer, nous nous sommes dit "Oh, mettons-en deux et faisons-les se pourchasser, et effaçons-en un quand on le rattrape". Le jeu de poursuite (Chase Game) fut le premier. »
— Ralph Baer, entrevue avec Gamasutra

## Impact

### Originalité
L'idée d'un jeu joué à l'aide d'une machine n'était pas une idée originale à l'époque ; plusieurs jeux pouvant être joués sur des ordinateurs spécialisés (jeux sur ordinateurs centraux, ou mainframe games) existaient déjà, mais étaient seulement accessibles aux universités et établissements spécialisés en informatique. Par exemple, le célèbre jeu vidéo Spacewar! était joué sur un ordinateur nommé le PDP-1. Baer fut le premier à concevoir que des jeux puissent être joués sur n'importe quelle télévision et à inventer le dispositif nécessaire à cette fin. Grâce à ceci, Baer est entre autres surnommé le "Thomas Edison" ou le "père" des jeux vidéo.

### Impact sur l'industrie
À la suite de l'officialisation du projet par Campman, Baer et sa division travaillèrent à l'amélioration de la TV Game Unit #1 dans le but de commercialiser le système à un prix raisonnable. Au cours de leur développement, ils créent donc la TV Game Unit #2 (aussi appelée Pump Unit), la Brown Box et, finalement, en 1972, commercialisent la première console de salon, la Magnavox Odyssey, lançant ainsi véritablement l'industrie du jeu vidéo, qui n'en était alors qu'à ses balbutiements.

### Impact sur la conception des jeux
Mises à part les innovations technologiques de la TV Game Unit #1 et de ses successeurs, Chase Game et son développement apportèrent aussi un changement au niveau de la conception des jeux eux-mêmes. En effet, les prédécesseurs de Chase Game requéraient des machines spécialisées et complexes afin d'exécuter une seule tâche - le jeu en lui-même. Il n'était que difficilement possible de créer plusieurs jeux différents pour une même machine. Mais le progrès apporté par Chase Game et la TV Game Unit #1 permirent de développer une multitude de jeux différents en ne se servant que de formes abstraites pour représenter des concepts concrets (comme deux personnes se poursuivant, une balle de tennis, des raquettes, etc.), chose qui ne se faisait pas auparavant, les jeux précédents ne tentant que d'émuler la réalité sans vraiment aller dans l'abstrait. Ainsi, Chase Game permis à une nouvelle génération de jeux de voir le jour.

## Annexe